# Осова-Дробінська
Осова-Дробінська (пол. Osowa Drobińska) — село в Польщі, у гміні Семьонтково Журомінського повіту Мазовецького воєводства.
Населення — 74 особи (2011).
У 1975-1998 роках село належало до Цехановського воєводства.

## Демографія
Демографічна структура станом на 31 березня 2011 року:
|          | Загалом | Допрацездатний вік | Працездатний вік | Постпрацездатний вік |
| -------- | ------- | ------------------ | ---------------- | -------------------- |
| Чоловіки | 42      | 11                 | 27               | 4                    |
| Жінки    | 32      | 7                  | 18               | 7                    |
| Разом    | 74      | 18                 | 45               | 11                   |